# فرنسيسكو فروتوس
فرنسيسكو فروتوس (بالإسبانية: Francisco Frutos)‏ (1939 -2020)، هو سياسي ونقابي، ومزارع، وإدارة مبيعات ‏ كتلاني/إسباني، ولد في كليلة، برشلونة، هو عضو في الحزب الشيوعي الإسباني، وعضو في نقابة اللجان العمالية.
توفي يوم 26 يوليو 2020 بمدينة مدريد بسبب السرطان، عن عمر ناهز 80 عام.

## مناصب
- تولى منصب عضو مجلس النواب الإسباني  [لغات أخرى]‏ (28 مارس 2000–2 أبريل 2004)[5]
- الأمين العام للحزب الشيوعي الإسباني ‏ (7 ديسمبر 1998–8 نوفمبر 2009)
- عضو مجلس النواب الإسباني  [لغات أخرى]‏ (26 مارس 1996–5 أبريل 2000)[6]
- عضو مجلس النواب الإسباني  [لغات أخرى]‏ (25 يونيو 1993–27 مارس 1996)[7]
- الأمين العام للحزب الاشتراكي الموحد في كتالونيا ‏ (1981–1982)
- عضو البرلمان الكاتالوني ‏ (10 أبريل 1980–20 مارس 1984).[8]

## روابط خارجية
- فرنسيسكو فروتوس على موقع IMDb (الإنجليزية)